# 1972年中華民国総統選挙
1972年中華民国総統選挙（1972ねんちゅうかみんこくそうとうせんきょ、繁: 1972年中華民國總統選舉）は、1972年（民国61年）3月21日に中華民国で行われた、総統（第5期）を選出する選挙である。

## 概要
選挙方式は選挙により選出された国民大会代表を通して投票される間接選挙であった。投票は台北市陽明山の中山楼で行われ、副総統選挙も同時に実施された。副総統選挙は総統選挙とは別に集計され、現在のように総統と副総統の候補者が一括して選挙戦を行うものではなかった。
投票の結果、中国国民党候補者の蔣介石が1,308票を獲得し第3代中華民国総統に就任した。翌日に行われた副総統選挙では同じく中国国民党の厳家淦が当選している。

## 時代背景
蔣介石は長男の蔣経国への権力継承の環境を整えるべく総統選挙に立候補した。しかし当時の蔣介石は心臓病という健康問題を抱え、交通事故にも遭遇していたため、当選後の蔣介石は長期にわたり台北栄民総医院に入院することとなった。1975年4月5日に蔣介石が病死し、副総統の厳家淦が任期終了まで総統を務めた。

## 候補者
| 中国国民党  |                 |
| 総統候補    | 副総統候補      |
| 蔣介石      | 厳家淦          |
|             |                 |
| 総統 党総裁 | 副総統 行政院長 |

## 選挙結果
3月21日午前、中華民国第5期総統選挙が開始された。国民大会代表は王雲五を主席に選出、中国国民党候補の蔣介石への信任投票となり、1,374人が投票、1,308票の絶対多数票を獲得して蔣介石は総統に当選した。また、翌日行われた副総統選挙では厳家淦が1,095票を獲得して当選している。

### 総統選挙
| 候補者                                 | 候補者             | 所属政党           | 得票数 | 得票率 | 蔣介石 (100.0%) |
|                                        | 蔣介石             | 中国国民党         | 1,308  | 100.0% | 蔣介石 (100.0%) |
|                                        |                    |                    |        |        | 蔣介石 (100.0%) |
| 有効票数（有効率）                     | 有効票数（有効率） | 有効票数（有効率） | 1,308  | 95.20% | 蔣介石 (100.0%) |
| 無効票数（無効率）                     | 無効票数（無効率） | 無効票数（無効率） | 66     | 4.80%  | 蔣介石 (100.0%) |
|                                        |                    |                    |        |        | 蔣介石 (100.0%) |
| 投票総数（投票率）                     | 投票総数（投票率） | 投票総数（投票率） | 1,374  | 45.12% | 蔣介石 (100.0%) |
| 棄権者数（棄権率）                     | 棄権者数（棄権率） | 棄権者数（棄権率） | 1,671  | 54.88% | 蔣介石 (100.0%) |
|                                        |                    |                    |        |        | 蔣介石 (100.0%) |
| 定数                                   | 定数               | 定数               | 3,045  | 100.0% | 蔣介石 (100.0%) |
| 出典：「中華民國選舉史」中央選挙委員会 |                    |                    |        |        |                 |

### 副総統選挙
| 候補者                                 | 候補者             | 所属政党           | 得票数 | 得票率 | 厳家淦 (100.0%) |
|                                        | 厳家淦             | 中国国民党         | 1,095  | 100.0% | 厳家淦 (100.0%) |
|                                        |                    |                    |        |        | 厳家淦 (100.0%) |
| 有効票数（有効率）                     | 有効票数（有効率） | 有効票数（有効率） | 1,095  | 79.69% | 厳家淦 (100.0%) |
| 無効票数（無効率）                     | 無効票数（無効率） | 無効票数（無効率） | 279    | 20.31% | 厳家淦 (100.0%) |
|                                        |                    |                    |        |        | 厳家淦 (100.0%) |
| 投票総数（投票率）                     | 投票総数（投票率） | 投票総数（投票率） | 1,374  | 45.12% | 厳家淦 (100.0%) |
| 棄権者数（棄権率）                     | 棄権者数（棄権率） | 棄権者数（棄権率） | 1,671  | 54.88% | 厳家淦 (100.0%) |
|                                        |                    |                    |        |        | 厳家淦 (100.0%) |
| 定数                                   | 定数               | 定数               | 3,045  | 100.0% | 厳家淦 (100.0%) |
| 出典：「中華民國選舉史」中央選挙委員会 |                    |                    |        |        |                 |